# Сельское хозяйство Челябинской области

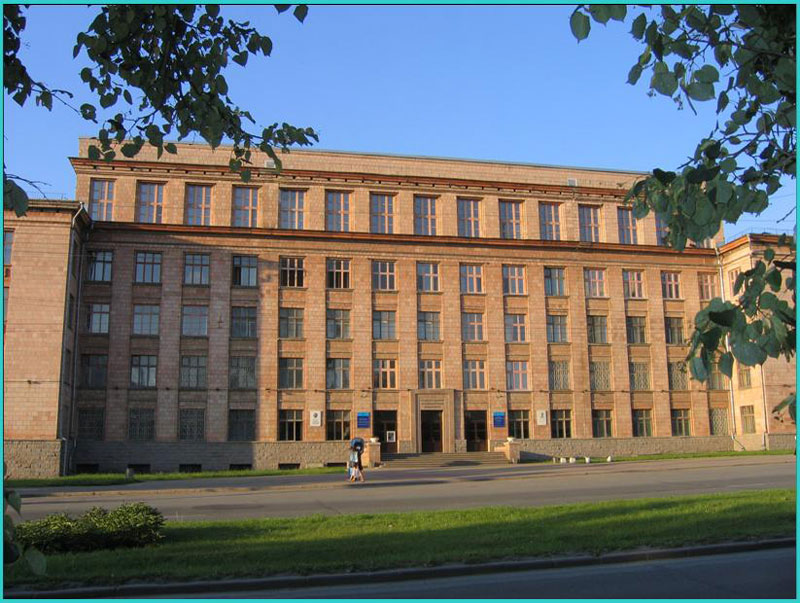
Челябинская государственная агроинженерная академия

Сельское хозяйство Челябинской области — отрасль экономики Челябинской области, занимающая производством сельскохозяйственной продукции. Находится в ведении Министерства сельского хозяйства Челябинской области.
Ветровой режим: январе —  мае преобладают ветры южного и юго-западного направления со средней скоростью 3-4 м/с. При метелях максимальная скорость увеличивается до 16-28 м/с. В июне — августе ветер дует с запада и северо-запада.
Среднемесячное значение атмосферного давления в течение года колеблется от 737 до 745 мм рт. ст.

## Природно-климатические зоны
Неровный рельеф и большая протяженность области с севера на юг позволяют выделить 3 зоны, различающиеся по рельефу и по климатическим характеристикам. Это горно-лесная, лесостепная и степная зоны.
Особенности развития сельского хозяйства области зависят от особенностей её климата и почвенного покрова. Челябинская область расположена на Южном Урале в центре Евразии. Климат области относится к умеренному континентальному. Температура воздуха зависит от влияния поступающих воздушных масс и количества получаемой солнечной энергии. На территории области солнце светит около 2066 часов в год. Самое солнечное место в области Троицк (2218 солнечных часов в году). Осадков больше выпадает в горной части области (Златоуст — 704 мм), меньше — в лесостепном Зауралье (Челябинск — 439 мм), ещё меньше в степной зоне.
Зимой глубина промерзания почвы составляет 110—150 см, а в малоснежные и суровые зимы почва в области промерзает до 170—260 см.
Общие размеры посевных площадей в Челябинской области в 2015 году составили 1 834,9 тыс. га — 2,3 % от всех посевных площадей в России. Регион находится на 14-м месте по размеру посевных площадей в РФ.

### Почвы
В степной зоне выделяются две подзоны: северная с обыкновенными чернозёмными почвами и южная — с южными чернозёмными почвами.
В степной зоне преобладают чернозёмы: в Верхнеуральском районе — обыкновенные и тучные, в Карталинском районе — южные и темно-каштановые почвы, выщелоченные и солонцеватые чернозёмы и солонцы.
В лесостепной зоне преобладают выщелоченные чернозёмы и светло-серые лесные оподзоленные почвы. На севере и востоке основное место занимают оподзоленные чернозёмы, солонцы, солончаки и солончаковые чернозёмы. Между Чебаркулем и Верхнеуральском расположены тучные чернозёмы с высоким содержанием гумуса.
В лесной зоне распространены тёмно-серые лесные оподзоленные, серые лесные оподзоленные и светло-серые лесные оподзоленные почвы.

## История

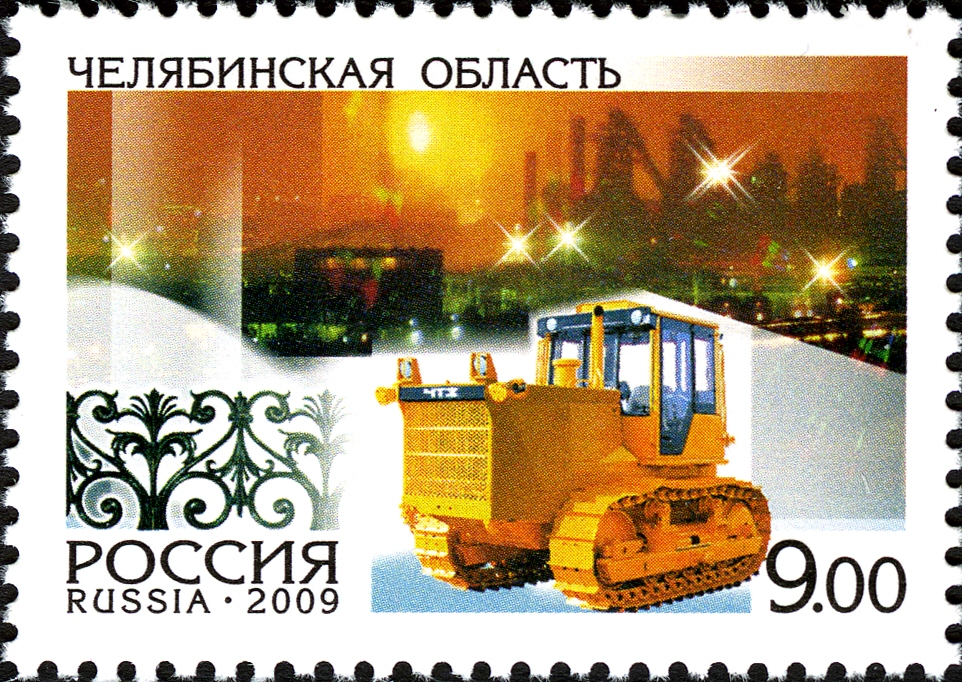
Почтовая марка России, 2009 год

В XVII веке население нынешней Челябинской области состояло из осевших здесь русских крестьян-земледельцев, башкир и других народностей. Основным для мелкого рогатого скота на зиму заготовляли сено. Осевшие здесь русские занимались хлебопашеством, распахивали целину и разводили овес, рожь, пшеницу, ячмень, горох и др. Выращивали и овощи — репу, капусту, морковь. На юге области выращивали арбузы.
В 1738 году на территории нынешней Челябинской области была создана Исетская провинция. Провинция считалась самой плодородной местностью на Южном Урале. Административными центрами её были Теча, потом Чебаркуль. К середине XVIII веке здесь возникли казачьи поселения.
В первой половине XIX века на Южном Урале значительно выросло население. Возникли населенные пункты: Париж, Бородиновское, Москва, Тарутино, Березиновский, Лейпциг, Фершампенуаз, Форштадт и другие, которым давались названия, связанные с Отечественной войной 1812 года, в которой принимали участие местные жители.
Основным занятием населения было сельское хозяйство с отраслями — земледелие и скотоводство. В земледелии крестьян преобладала трехпольная система севооборота. У башкир основным занятием оставалось скотоводство. В Челябинском уезде основной культурой была пшеница, но выращивались также горох, ячмень, просо, гречиха, лён и конопля. К овощам добавился картофель.
Производство хлеба на Южном Урале в это время превышало потребности. Избытки хлеба, в основном пшеницы, из западных уездов губернии по рекам Белой, Самаре и Каме отправляли в центр России.
В начале XX века Южный Урал стал поставщиком скота и животноводческой продукции: масла, кумыса, курта. Строительство железных дорог способствовало выходу сельскохозяйственной продукции края на европейский и азиатский рынки.
Столыпинская аграрная реформа 1906 года на Южном Урале усилила рост торгового земледелия в зерновом и животноводческом направлениях. Здесь создавались артели и товарищества по выработке масла, строились маслодельные заводы. Артели и товарищества были заинтересованы в развитии молочного животноводства.
В 1908 —  1910 годах на внутренние и внешние рынки из области вывозилось масла по 3,5 млн пудов в год. В 1911 году в Челябинске возник союз маслодельных артелей, составивший конкуренцию сибирскому союзу. Вслед за развитием товарного скотоводства создавались пимокатные, шубные, кишечные, салотопные заводики и др.
Развивалось и товарное земледелие. В 1908—1910 годах вывоз хлеба только из Златоустовского, Челябинского и Троицкого уездов увеличился с 3 млн. 600 тыс. пудов до 5 млн. 80 тыс. пудов.
После Гражданской войны посевная площадь в Челябинской губернии уменьшилась до 328,3 тыс. десятин по сравнению с 1920 годом, то есть почти в четыре раза. Количество лошадей уменьшилось на 51 %. Сократилось поголовье крупного рогатого скота. Был истреблен мелкий скот: свиньи, козы и овцы.
Для засева полей весной 1922 года государству пришлось выделить области тысячи вагонов семян и большое количество фуража для скота. Крестьян освободили от семенной ссуды, выданной им в 1920 году, дали отсрочку по возврату семенных ссуд 1921—1922 годов. В начале 1920-х годов на Южном Урале на полеводческих хозяйствах стали вводиться пары (вспаханное поле оставляется на одно лето незасеянным). Это приводило к повышению урожаев почти в два раза при тех же материальных затратах. В 1922 году 80 % посевов размещены по культурным парам.
Благодаря новым приемам ведения хозяйства сельскохозяйственные коммуны Челябинской губернии добились почти двойного увеличения посевной площади в 1921 году по сравнению с 1920 годом. Хозяйства Челябинской губернии в условиях засухи получали высокие урожаи.
В 1927—1928 годах на Южном Урале было более 350 тысяч крестьянских хозяйств, во многих не было никакого сельскохозяйственного инвентаря. Шестая часть хозяйств была безлошадной. Развитию производственного кооперирования способствовало увеличивающееся снабжение деревни сельскохозяйственной техникой, тракторы и сельхозмашины передавались крестьянским товариществам. С возникновением колхозов стали возникать государственные машинно-тракторные станции (МТС), ведавшие сельскохозяйственной техникой. В 1928 году число колхозов на Южном Урале возросло в четыре раза, 1929 году было создано 17 совхозов. К началу 1930 года Уральская область заготовила около 50 миллионов пудов хлеба.
К концу первой пятилетки, в 1928—1933 годах, на Южном Урале около 70 % крестьянских хозяйств вступили в колхозы. Удельный вес колхозов в заготовках зерновых культур с 3,2 % в 1928 году увеличился до 74,2 % в 1931—1932 годах.
В 1938 году посевные площади колхозов и совхозов области по сравнению с 1913 годом увеличились в полтора раза. Урожайность зерновых поднялась с 5,6 центнера с гектара в 1913 году до 11,5 центнера с гектара в 1937—1939 годах. Колхозы получили от государства в вечное пользование около 8,5 миллиона гектаров земли.
Развивалось и животноводство. За пять лет (1932—1937) число животноводческих колхозных ферм увеличилось в 4 раза и составило в 1938 году 7251 ферму. Поголовье скота с 1 января 1934 года по 1 января 1938 года выросло: по лошадям — на 360 %, по крупному рогатому скоту — на 39 %, по свиньям — на 141,2 %, по овцам и козам — на 68,1 %.
Сельское хозяйство Челябинской области в 1939 году было представлено на Всесоюзной сельскохозяйственной выставке в Москве.
В годы Великой Отечественной войны в сельском хозяйстве Челябинской области сократилось количество техники, уменьшились посевные площади, особенно зерновых культур (на 40 %), поголовье скота сократилось почти в два раза. В армию отправляли трактора и автомобили, не хватало горючего.
После войны началось укрупнение колхозов. Если в 1940 году в Челябинской области было 884 колхоза, то в 1960 году их было 162, а к 1970 г. — 65. При этом увеличивалось количество совхозов: в 1940 г. их было 55, в 1960 —  82, в 1970 —  133, в 1990 году —  193.
После 1954 года было принято решение о подъёме целинных и залежных земель. В южные районы Челябинской области приезжали распахивать целину работники из Челябинска, Магнитогорска, Миасса и других промышленных городов Челябинской области. Началось массовое освоение целинных и залежных земель. В помощь первоцелинникам были направлены тысячи тракторов, комбайнов, автомобилей, плугов. К 1957 году в сельском хозяйстве Южного Урала было более 19 тысяч тракторов, шести тысяч комбайнов, четырёх тысяч грузовиков. Через два года после освоения целинных и залежных земель был получен богатый урожай — два с половиной миллиона тонн зерна. За освоение целины Челябинская область была награждена Орденом Ленина. 220 человек награждено Орденом Ленина, а 13 человек получили Золотую звезду Героя Социалистического Труда.
В 1980-х годах в области проводилась химизация сельского хозяйства, улучшалась техническая оснащенность сельхозпредприятий. В 1990 году здесь работало 27335 тракторов и 10772 комбайна. Средний надой от 1 коровы в 1990 году достиг 2838 кг (в 2,6 раза выше довоенного уровня).
В 1990 году в области началось создание фермерских хозяйств. В 1994 году их было уже 7022.
В 2000-х годах в Челябинской области реализовывалась программа поддержки сельскохозяйственного производства. В 2003 году на развитие АПК было выделялось 1,1 млрд рублей; в 2005 году — около 2,5 млрд рублей.

## Современное состояние

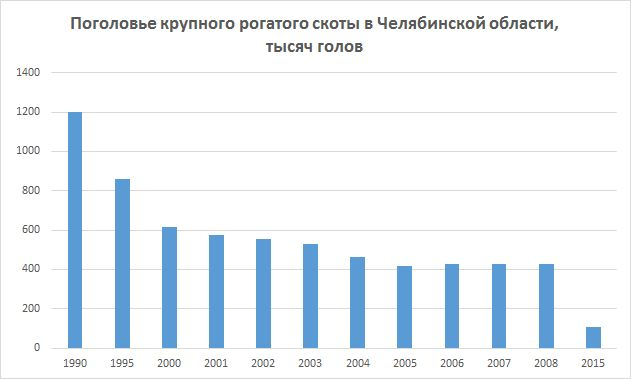
Количество крупного рогатого скота в Челябинской области, РФ

В настоящее время на территории области для создания современных технологичных производств в животноводстве, птицеводстве, растениеводстве реализуется 17 инвестиционных проектов.
Поголовье КРС по состоянию на 1 октября 2016 года в хозяйствах всех категорий 346,5 тыс. голов, В 1990 году поголовье КРС составляло 1,2 миллиона голов, в 2000 году 614,2 тыс. голов.
В качестве финансовой поддержки в 2007 году кооперативы области получили из областного и федерального бюджетов 101 млн рублей. В 2008 году приобреталось оборудование для оснащения молокоприёмных пунктов и заготовки кормов на 28 млн рублей.
В настоящее время область занимает первое место в Уральском федеральном округе по производству мяса птицы. В 2010 году произведено 174 тыс. тонн мяса птицы, что в 14 раз больше по сравнению с 1997 годом. Работают птицефабрики: Челябинская птицефабрика, Магнитогорский птицеводческий комплекс, «Уралбройлер», Чебаркульская птица, Сосновская птицефабрика.
В Челябинской области созданы новые свиноводческие предприятия: Родниковский свинокомплекс компании «Уралбройлер», предприятие на 7,6 тыс. тонн свинины в год строится в Троицком районе.
В области развивается тепличное хозяйство. Введен в строй агрокомбинат «Агаповский». Основная большая часть выращенной продукции здесь же и перерабатывается. Получили известность местные предприятия по производству и торговле продуктами питания: «Чепфа» (куриное яйцо, свинина), «Макфа» (макаронные изделия), «Увелка» (мука и крупа), «Здоровая Ферма» (охлажденные и замороженные продукты из мяса птицы и свинины, полуфабрикаты, колбасы, деликатесы, яйцо, молочная продукция), «Сигма» (растительное масло), «Ситно» (макаронные изделия, мука и крупа, мясо птицы).
Работников сельскохозяйственной отрасли в области готовит Южно-Уральский государственный аграрный университет, вопросами сельскохозяйственной науки занимаются два научно-исследовательских института (НИИ плодоовощеводства и картофелеводства, Челябинский НИИ сельского хозяйства).

## Специализация сельского хозяйства Челябинской области
В структуре сельского хозяйства Челябинской области в 2015 году преобладало животноводство, на долю которого пришлось 63,5 % (76,4 млрд руб.) всей произведенной сельхозпродукции, доля продукции растениеводства составила 36,5 % (43,9 млрд руб.).
В развитии сельского хозяйства Челябинской области важную роль играют птицеводство и свиноводство. В 2015 году по производству мяса птицы Челябинская область заняла 2-е место среди российских регионов, по численности поголовья свиней — 4-е, а по производству свинины Челябинская область оказалась на 8-м месте. 
По объёмам производства молока область заняла 26-е место, яиц домашней птицы — 4-е место среди регионов РФ.
Из зерновых культур в Челябинской области выращиваются озимая и яровая пшеница (19-е место в рейтинге российских регионов), озимый и яровой ячмень (15-е место), овес (12-е место), гречиха (11-е место), озимая и яровая рожь (37-е место), кукуруза на зерно (37-е место), озимая и яровая тритикале (31-е место), просо (41-е место).
По производству зернобобовых культур Челябинская область заняла 41-е место в рейтинге, в том числе по выращиванию гороха — 39-е место.
Область заняла 21-е место по производству семян подсолнечника и картофеля промышленного выращивания. Она находится на 31-м месте по выращиванию соевых бобов, на 30-м — по производству семян горчицы, на 26-м — по производству семян озимого и ярового рапса. По выращиванию овощей открытого и защищенного грунта Челябинская область заняла 17-е место, в том числе по сбору овощей открытого грунта — 26-е место, тепличных овощей — 10-е место.

## Животноводство
На конец августа 2021 года поголовье крупного рогатого скота в хозяйствах всех сельхозпроизводителей составляло 252,5 тыс. голов (на 6,6 % меньше по сравнению с данными на конец августа 2020 года), из него коров — 115,8 тыс. голов (на 5,3 % меньше), свиней — 878,9 тыс. голов (на 7,6 % меньше), овец и коз — 146,4 тыс. голов (на 4,9 % меньше), птицы — 24251,1 тыс. голов (на 4,1 % меньше). В структуре поголовья скота на хозяйства населения приходилось 52,5 % поголовья крупного рогатого скота, 54,3 % коров, 10,8 % свиней, 87,9 % овец и коз..
В 2016 году область вышла на второе место в России по производству всех видов мяса и куриных яиц, входит в первую десятку регионов-производителей свинины и тепличных овощей.

### Скотоводство
Общее поголовье крупного рогатого скота в Челябинской области по состоянию на конец 2015 года составило 283,0 тыс. голов (1,5 % от общей численности скота по РФ, 20-е место среди регионов страны). В том числе, поголовье коров составило 132,9 тыс. голов (1,6 %, 22-е место). 
Производство говядины в Челябинской области в 2015 году находилось на отметках в 46,4 тыс. тонн в живом весе (26,4 тыс. тонн в перерасчете на убойный вес). По итогам рассматриваемого периода доля области в общем объёме производства говядины в стране составила 1,6 %. Челябинская область находится на 21-м месте по объёму производства говядины.
Производство молока в Челябинской области в 2015 году составило 466,7 тыс. тонн — 1,5 % от общих по РФ объёмов, 26-е место в рейтинге регионов-производителей молока. 

### Свиноводство
Поголовье свиней во всех категориях хозяйств Челябинской области по состоянию на конец 2015 года составило 675,2 тыс. голов. По отношению к 2014 году оно выросло на 33,6 %.
Производство свинины в Челябинской области во всех категориях хозяйств в 2015 году составило 104,3 тыс. тонн в живом весе (81,1 тыс. тонн в перерасчете на убойный вес). По сравнению с 2014 годом производство свинины в Челябинской области возросло на 12,6 %. По итогам 2015 года регион находится на 8-м месте по производству свинины, доля области в общем объёме производства свинины составила 2,6 %.

### Овцеводство и козоводство
Общее поголовье овец и коз в регионе по состоянию на конец 2015 года составило 158,4 тыс. голов (26-е место среди регионов РФ), что на 1,5 % ниже показателей 2014 года. Доля области в общей численности овец и коз по РФ в 2015 году составила 0,6 %.
Производство баранины и козлятины в Челябинской области в 2015 году составило всего 4,5 тыс. тонн в живом весе (на уровне 2,0 тыс. тонн в перерасчете на убойный вес). Доля области в общем объёме по стране составила 1,0 % (23-е место в рейтинге регионов производителей баранины и козлятины).

### Птицеводство
На 2016 год Челябинская область является абсолютным лидером в России по объёмам производства мяса птицы.
В 2016 году область вышла на второе место в России по производству мяса птицы и куриных яиц..
Производство мяса птицы в Челябинской области в 2015 году достигло 348,4 тыс. тонн в живом весе (259,8 тыс. тонн в перерасчете на убойный вес). С 2010 года показатели выросли в 2 раза. Доля области в общем объёме произведенного в стране мяса птицы в 2015 году составила 5,8 %. Челябинская область занимает 2-е место в рейтинге регионов-производителей мяса птицы.
Производство яиц Челябинской области в 2015 году составило 1 577,8 млн штук. Это 3,7 % от общих по стране объёмов. Регион находится на 4-м месте по объёму производства яиц. 

## Растениеводство
Если правильно подобрать сорт любой сельскохозяйственной культуры, рост урожайности может составлять до 200 %. Раннеспелые сорта позволяют хозяйствам увеличивать периоды посевных работ и раньше начинать уборочные работы, снижая напряженность полевых работ, связанную с недостаточной обеспеченностью техникой. Однако раннеспелые сорта, особенно в лесостепных и степной зоне области, по урожайности зерна существенно уступают сортам других групп скороспелости. Напротив, в горно-лесной зоне, среднеспелые и среднепоздние сорта не вызревают. С учётом этих факторов, отдельно для разных природных зон Челябинской области, выдаются рекомендации специалистов сельского хозяйства по доле разных групп скороспелости для посева и выбору лучших по урожайности и иным характеристикам сортов.
В условиях Челябинской области для повышения производства зерновых рекомендуется увеличение посевов озимых культур — ржи и тритикале, сейчас они занимают менее 1 %. Озимая рожь лучший предшественник для зернобобовых и мягкой яровой пшеницы. Способность ржи угнетать сорные растения, накапливать и возвращать в почву значительную биологическую массу делают её незаменимым звеном севооборотов. Более высокая защищенность от недостатка влаги и засухи весной и в начале лета ставят рожь в более выгодное положение в сравнении с яровыми культурами. Озимая тритикале чаще возделывается на зернофураж, она содержит белка в зерне больше, чем рожь и пшеница, имеет высокое содержание лизина в зерне. Зеленая масса тритикале пригодна для скармливания скоту в фазе молочной спелости зерна, то есть до середины июля в местных условиях. Содержание питательных веществ в зелёной массе тритикале выше, чем у ржи. Она используется для заготовки силоса и сенажа, гранулированного корма. Особую важность в условиях Челябинской области имеет применение исключительно рекомендованных сортов, отличающихся для каждой из природных зон области.
В 2022 году посевную площадь увеличат на 12 тыс. га, а общую площадь пашни Челябинской области в обработке — на 30 тыс. га. Площадь ярового сева увеличат до 4,4 миллиона гектаров (в 2021-м — 4,3 млн га). Кормовыми культурами будет засеяно 1 миллион 19 тысяч га (на 6,5 тысячи га больше). Картофелем  засеют 34 тысячи га,  овощами открытого грунта — 5,1 тысячи га. Запланировано посеять больше твердой пшеницы, масличных культур, в том числе подсолнечника. В июне планируют сеять сорго, суданскую траву, просо. 
В 2021 году в России урожай твёрдой пшеницы составил 735 тыс. тонн (+2,3% к 2020 году). По прогнозу Минсельхоза, к 2025 году производство твердых сортов пшеницы достигнет 1,8 млн тонн, чему будет способствовать увеличение посевных площадей в России на 35% и внедрение интенсивных сортов и технологий. Около 80% валового сбора твёрдой пшеницы приходится на Алтайский край,  Оренбургскую, Омскую, Саратовскую, Самарскую, Волгоградскую и Челябинскую области.
В Челябинской области в 2022 году планируют собрать до 230 тысяч тонн твёрдой пшеницы. В 2021 году площадь под возделывание твердой пшеницы увеличили на 11 тыс. га, в планах 2022 года увеличение еще на 30 тысяч га. до 169 тысяч га. Планируются дополнительные меры государственной поддержки производителей пшеницы твердых сортов.
В 2022 собран самый большой урожай за последние пять лет - 2,171 млн тонн зерновых и зернобобовых культур, что в два раза больше показателя 2021 года. Урожайность зерновых и зернобобовых 16,3 ц/га (в 2021 8,8 ц/га). Пшеницы собрано 1,394 млн тонн, из них твердой пшеницы 288,8 тыс. тонн, что стало абсолютным рекордом. В 2022 году площадь посева твердой пшеницы была увеличена на 26 тыс. гектаров. Собрали 567 тыс. тонн ячменя, 97 тыс. тонн овса, 23 тыс. тонн гречихи, 15,8 тыс. тонн зерна кукурузы, 35,8 тыс. тонн гороха. Также выращиваются нут, масличные соя и рыжик.

К 11.10.2021 получено 1 051,0 тыс. т зерна. Средняя урожайность культур составила 8,9 ц/га — на 0,7 ц/га больше прошлогодней. Из 1 327,1 тыс. га посевов зерновых и зернобобовых культур обмолочено 1 182,2 тыс. га. В 2021 году средняя урожайность пшеницы 8,9 ц/га (+0,7 ц/га), ячменя 8,9 ц/га (+0,9 ц/га), кукурузы 20,4 ц/га (+0,4 ц/га), подсолнечник 8,5 ц/га (+0,6 ц/га), рапс 10,4 ц/га (=), соя 14,9 ц/га (+0,2 ц/га), картофель 140 ц/га (+7 ц/га).
18.10.2021 в Челябинской области финишировала уборка зерновых сельхозкультур, зерновые убраны на площади 1 млн 188,5 тыс. га. Намолочено 1 млн 60,5 тыс. тонн зерна, этого в целом хватит для хлебопекарных нужд региона, а на корма для животноводства и птицеводства придется прикупать на стороне. В этом году площади подсолнечника, льна, рапса и других масличных значительно выросли, что, по предварительным расчетам, позволит собрать около 190 тыс. тонн маслосемян. На сегодня обмолочено 69 % масличных культур — 276,6 тыс. га, намолочено 134,5 тыс. тонн. Несмотря на аномальную жару этого лета и серьёзный дефицит осадков, урожай картофеля 97,6 тыс. тонн, с площади 6,98 тыс. га — 99 % общей площади. Урожай овощей превысил 24,2 тыс. тонн, убрано 97 % общей площади.
Производство пшеницы в Челябинской области. Валовые сборы озимой и яровой пшеницы в Челябинской области в 2015 году составили 1 142,5 тыс. тонн, это 1,8 % от общего по РФ объёма. Урожайность 13,5 ц/га. В 2015 году область заняла 19-е место по сборам пшеницы в РФ и 10-е место по размеру посевных площадей данной культуры (3,1 % от общих по РФ размеров площадей пшеницы, 845,0 тыс. га). Производство пшеницы в Челябинской области, по отношению к 2014 году, возросло на 46,4 %, однако размер посевных площадей при этом снизился на 10,9 %.
Производство ячменя (озимого и ярового) в Челябинской области в 2015 году составило 410,5 тыс. тонн — 2,3 % от всех по РФ сборов. Урожайность 13,5 ц/га. По сравнению с 2014 годом его производство выросло на 62,3 %, в то время как размер посевных площадей практически не изменился (+1,0 %) и составил 303,5 тыс. га (3,4 % от общероссийских показателей). По итогам 2015 года Челябинская область находится на 15-м месте по сбору ячменя и на 11-м месте по размеру площадей, занятых под этой культурой. 
Производство овса в Челябинской области в 2015 году составило 108,3 тыс. тонн (+55,6 % к показателям 2014 года). Урожайность 12,6 ц/га. Доля региона в общем объёме сборов овса по РФ — 2,4 %. Посевные площади овса в Челябинской области в 2015 году остались практически на отметках предыдущего года — 85,9 тыс. га (+1,1 % к показателям 2014 года). Это 2,8 % от всех посевных площадей овса в России. Челябинская область занимает 12-е место по валовым сборам и 11-е по размеру посевных площадей овса. 
Производство семян подсолнечника в Челябинской области. Объёмы сбора подсолнечника на зерно в Челябинской области в 2015 году находились на уровне 39,5 тыс. тонн (0,4 % от общего объёма сбора подсолнечника на зерно по РФ). Годовой прирост производства составил 54,1 %. Урожайность 7,2 ц/га. При этом размер посевных площадей снизился на 7,7 % и составил 54,5 тыс. га (0,8 % от общих по РФ размеров посевных площадей). Регион находится на 21-м месте по объёму сборов и на 20-м по размеру посевных площадей подсолнечника.
Производство гречихи в Челябинской области. Челябинская область входит в пятерку регионов по размерам посевных площадей гречихи в России — 28,1 тыс. га (2,9 % от общих по РФ размеров посевных площадей), однако по валовым сборам этой культуры она занимает лишь 11-е место. В 2015 году посевные площади снизились на 13,7 % по сравнению с 2014 годом, однако здесь собрали на 30,8 % больше гречихи, чем годом ранее — 15,1 тыс. тонн (1,8 % от всего урожая по стране). Урожайность 5,4 ц/га.
Производство ржи (озимой и яровой) в Челябинской области в 2015 году составило 5,6 тыс. тонн (+4,8 % к объёму производства 2014 года) — 0,3 % от всех сборов данной культуры в РФ, 37-е место среди регионов. Урожайность 14,7 ц/га. Посевные площади ржи в регионе составили 3,8 тыс. га (+15,4 % к размеру площадей 2014 года) — 0,3 % от всех площадей ржи в России, 34-е место среди регионов.
Производство кукурузы в Челябинской области в 2015 году находилось на отметках 4,3 тыс. тонн (0,03 % от всего производства по РФ, 37-е место среди регионов), что на 57,1 % ниже уровня производства 2014 года. Это связано, в первую очередь, со снижением размеров посевных площадей кукурузы на 32,0 % в 2015 году по сравнению с 2014 годом. Всего было засеяно 3,6 тыс. га, 0,1 % от всех площадей по РФ, 33-е место среди регионов.
Производство тритикале в Челябинской области. В 2015 году производство озимой и яровой тритикале в Челябинской области возросло на 19,6 %, в то время как её посевные площади увеличились в 2 раза. Было произведено 3,5 тыс. тонн тритикале (0,6 % от общего сбора тритикале в РФ, 31-е место среди регионов). Урожайность 18,4 ц/га. Размеры посевных площадей тритикале составили 1,9 тыс. га (0,8 % от всех площадей тритикале в РФ). По данному показателю регион занял 35-е место.
Производство проса в Челябинской области в 2015 году практически отсутствовало — 0,001 тыс. тонн (-99,2 % к объёму производства 2014 года) — 0,0002 % от всех сборов данной культуры в РФ, 41-е место среди регионов. Посевные площади проса в регионе также значительно снизились (-84,3 % к уровню 2014 года) и составили 0,1 тыс. га — 0,02 % от всех площадей проса в России, 35-е место среди регионов.
Производство зернобобовых культур в Челябинской области. В 2015 году сборы зернобобовых культур в Челябинской области возросли на 22,0 % и составили 8,1 тыс. тонн (0,3 % от общероссийского объёма производства, 41-е место среди регионов РФ). Из этого объёма 6,0 тыс. тонн пришлось на горох (0,3 % всего российского объёма производства). По размерам посевных площадей зернобобовых культур Челябинская область заняла 37-е место. По отношению к показателям 2014 года их размер снизился на 27,2 % и составил 5,9 тыс. га (0,4 % от всех площадей в РФ). В том числе под горох было засеяно 4,1 тыс. га (0,4 % всех площадей в РФ).
Производство рапса в Челябинской области. В 2015 году объёмы производства озимого и ярового рапса в Челябинской области выросли на 34,5 % и составили 7,1 тыс. тонн (0,7 % от общего сбора рапса в РФ, 26-е место среди регионов). Урожайность 3,3 ц/га. Посевные площади рапса увеличились на 60,7 % и достигли 21,7 тыс. га (2,1 % от всех площадей рапса в РФ, 16-е место среди регионов).
Производство картофеля в Челябинской области. Объёмы производства картофеля промышленного выращивания (в сельхоз организациях и фермерских хозяйствах) в Челябинской области в 2015 году выросли на 9,2 % и составили 105,7 тыс. тонн (1,4 % от общего сбора картофеля в РФ, 21-е место среди регионов). Урожайность 145 ц/га. Посевные площади под картофель по сравнению с 2014 годом увеличились на 17,8 % и достигли 7,3 тыс. га (2,0 % от всех площадей картофеля в РФ, 13-е место среди регионов). 
Производство соевых бобов в Челябинской области в 2015 году находилось на отметках 1,1 тыс. тонн (0,04 % от всего производства по РФ, 31-е место среди регионов), что на 139,6 % выше уровня производства 2014 года. Урожайность 5,2 ц/га. Однако при этом размеры посевных площадей соевых бобов значительно снизились (-75,1 % по сравнению с 2014 годом). Всего было засеяно 2,1 тыс. га, 0,1 % от всех площадей по РФ, 29-е место среди регионов.
Производство овощей в Челябинской области. Валовые сборы овощей открытого и защищенного грунта промышленного выращивания в Челябинской области в 2015 году снизились на 30,3 % и составили 58,6 тыс. тонн (1,1 % от общего объёма производства овощей в РФ, 17-е место среди регионов). Из этого количества 58,6 % (34,4 тыс. тонн) пришлось на овощи открытого грунта и 41,4 % (24,3 тыс. тонн) — на овощи защищенного грунта. К показателям 2014 года объёмы производства овощей открытого грунта выросли на 4,8 %, а сборы тепличных овощей упали на 52,8 %. При этом посевные площади овощей открытого грунта снизились на 13,6 %, а их размер составил 1,5 тыс. га (0,8 %, 27-е место в рейтинге регионов РФ).
Производство семян горчицы в Челябинской области. В 2015 году сборы семян горчицы в Челябинской области оставили 0,2 тыс. тонн (0,3 % от общероссийского производства семян горчицы, 30-е место среди регионов). В 2014 году производства семян горчицы в Челябинской области не было. Посевные площади под данную культуру были на уровне 0,5 тыс. га (0,3 % от всех площадей горчицы в РФ, 36-е место в рейтинге регионов.
Производство льна-долгунца в Челябинской области По итогам 2018 года Челябинская область в ТОП-5 по урожайности составила 8,8 ц/га и в ТОП-5 по валовому сбору 43,5 тыс. тонн.
Развитие льноводства позволяет даже в засушливый сезон иметь весомую прибыль для хозяйства. Ведь стоимость одной тонны зерна составляет в 2020 году около 40 тысяч рублей. При соблюдении технологии возделывания максимальная урожайность в засушливый год льна масличного составляет 14 ц/га. В 2020 году общая уборочная площадь льна масличного в Челябинской области составила 85,4 тыс. га, из которых лидеры по выращиванию культуры — Кизильский, Верхнеуральский (по 16,9 тыс. га), Чесменский (9,3 тыс. га), Троицкий (7,6 тыс. га), Варненский (7,1 тыс. га) и Агаповский (6,4 тыс. га) районы.

### Садоводство
В Челябинской области возрождается промышленное садоводство. Заложенные в 2015 году в Каслинском районе «Григорьевские сады» интенсивного типа в 2019 году дали первый урожай. В 2020 году площадь достигла 250 га шпалерных и опорных садов, высажено более 200 тысяч растений, по ягодным посадкам «Григорьевские сады» уже входят в ТОП-10 России. При закладке в «Григорьевских садах» используется посадочный материал свердловской, южноуральской и алтайской селекции, районированный для 4 и 9 агрорегионов: «Краса Свердловска», «Персиянка», «Экранное», «Свердловчанин», «Первоуральская» и другие сорта. В течение осени 2021 года в «Григорьевских садах» планируется высадить 109 тысяч саженцев: яблони, малины, жимолости, красной и чёрной смородины.